# Jak–24
A Jak–24 (NATO-kódja: Horse) a Szovjetunióban az 1950-es évek elején kifejlesztett szállító helikopter. Kinézete alapján „repülő vagonnak” nevezték.

## Története
A Jakovlev vezetése alatt álló tervezőirodában már az 1940-es évek második felében elkezdtek foglalkozni helikopterek kifejlesztésével is. Az 1948-ra elkészült Jak–100 helyett azonban a Mi–1 sorozatgyártása mellett döntöttek. Egy új és nagyobb teherbírású helikopter tervezési munkálatai 1951-ben kezdődtek el a Jakovlev-tervezőirodában Igor Alekszandrovics Erlih főkonstruktőr vezetésével. 1952-ben a tervezőiroda leningrádi kirendeltségénél megépítették az első négy prototípust, és még abban az évben, július 3-án végrehajtották a típussal az első felszállást. A helikopterhez több szerkezeti elemet átvettek a Mi–4-ből, így annak motorját és reduktorát használták fel a Jak–24-nél is. A berepülés során jelentkező vibráció miatt a repülési tesztek több évig folytak. Ezek részleges kiküszöbölése után, 1954-ben kezdődött el a sorozatgyártása, majd 1955-ben rendszeresítették a szovjet légierőnél, és a nyilvánosság előtt is bemutatták. 1955. december 17-én két repülési világrekordot is felállított: 2000 kg terheléssel 5082 m-re, 4000 kg-mal pedig 2902 m magasságba emelkedett.
Az első változatát katonai szállító helikopterként gyártották. Ez 30 felfegyverzett katona, vagy 18 sebesült hordágyon való szállítására volt alkalmas. 1958-tól a Jak–24U típusjelű javított változatát gyártották, amelynél a forgószárny lapátjai, valamint a törzs már teljes egészében fémből készült. Növelték a teherbírását, 40 katonát, vagy 3000 kg terhet (például 2 db GAZ–69 terepjárót) szállíthatott. Kialakították Jak–24A jelzéssel a polgári szállító változatát is, amelyből 1960-tól néhány példányt gyártottak. Ezt főleg repülő daruként alkalmazták. Kifejlesztették a Jak–24K jelű, 9 személyes VIP-változatát, valamint a gázturbinával felszerelt Jak–24P-t, ám ezek gyártására nem került sor.
A katonai változatokra 1 db 12,7 mm-es géppuskát szereltek.
A helikoptereket a Szovjet Hadsereg alkalmazta kis mennyiségben, de az 1960-as évek végére hamar kiszorította a szolgálatból a megbízhatóbb Mi–6. A hadrendből kivont Jak–24-ek többségét később repülő daruként a polgári életben alkalmazták. A gyártási mennyiségről ellentmondó adatok léteznek, a források többsége 40 és 100 db között valószínűsíti az 1954 és 1961 között folyt gyártás során elkészült helikopterek számát.

## Szerkezeti kialakítása
A helikopter a Szovjetunióban szokatlannak számító konstrukció, két, egymás mögötti (tandem) elrendezésű főrotorral rendelkezik. Mindkét négylapátos rotort külön motor hajtotta. Az 1250 kW (1700 LE) teljesítményű AS–82 csillagmotorokat, valamint a reduktoraikat a Mi–4-en is alkalmazták. Az elülső rotort hajtó motor a pilótafülke mögött, a hátsó rotort hajtó motor pedig magasan a törzs hátulsó részében kapott helyet. A Jak–24P-be két 1985 kW-os (2700 LE) gázturbinát terveztek beépíteni.

## Típusváltozatok
- Jak–24 – az alapváltozat katonai szállítási feladatokra,
- Jak–24U – a Jak–24 modernizált változata, teljesen fémből készült rotorlapátokkal és törzzsel,
- Jak–24A – polgári változat,
- Jak–24K – 9 fő szállítására alkalmas szalonnal felszerelt változat, nem gyártották,
- Jak–24P – gázturbinás változat, nem gyártották.

## Műszaki adatok

### Tömeg- és méretadatok
- Törzs hossza: 21,3 m
- Rotor-átmérő: 21 m
- Magasság: 6,5 m
- Üres tömeg: 10 607 kg
- Maximális felszállótömeg: 17 000 kg

### Motor
- Motor: AS–82V típusú csillagmotor
- Motorok száma: 2 db
- Teljesítmény: 2 × 1250 kW (1700 LE)

### Repülési adatok
- Legnagyobb sebesség: 180 km/h
- Emelkedési magasság: 5500 m
- Hatótávolság: 430 km

## Külső hivatkozások
- A Jak–24 a Jakovlev honlapján (oroszul) Archiválva 2008. május 2-i dátummal a Wayback Machine-ben
- A Jak–24 az Ugolok nyeba (ariwar.ru) oldalán (oroszul)